# Scy-Chazelles
Scy-Chazelles é uma comuna francesa na região administrativa de Grande Leste, no departamento de Mosela. Estende-se por uma área de 4,52 km². Em 2010 a comuna tinha 2 728 habitantes (densidade: 603,5 hab./km²).